# Теннісон (Вісконсин)
Теннісон (англ. Tennyson) — селище (англ. village) в США, в окрузі Грант штату Вісконсин. Населення — 348 осіб (2020).

## Географія
Теннісон розташований за координатами 42°41′26″ пн. ш. 90°41′12″ зх. д. / 42.69056° пн. ш. 90.68667° зх. д. (42.690642, -90.686805).  За даними Бюро перепису населення США в 2010 році селище мало площу 1,08 км², уся площа — суходіл.

## Демографія
Згідно з переписом 2010 року, у селищі мешкало 355 осіб у 144 домогосподарствах у складі 102 родин. Густота населення становила 329 осіб/км².  Було 148 помешкань (137/км²).
Расовий склад населення:
| - 99,4 % — білих - 0,6 % — корінних американців |

До двох чи більше рас належало 0,0 %. Частка іспаномовних становила 0,0 % від усіх жителів.
За віковим діапазоном населення розподілялося таким чином: 23,7 % — особи молодші 18 років, 54,6 % — особи у віці 18—64 років, 21,7 % — особи у віці 65 років та старші. Медіана віку мешканця становила 44,3 року. На 100 осіб жіночої статі у селищі припадало 107,6 чоловіків;  на 100 жінок у віці від 18 років та старших — 97,8 чоловіків також старших 18 років.
Середній дохід на одне домашнє господарство  становив 54 503 долари США (медіана — 51 458), а середній дохід на одну сім'ю — 64 167 доларів (медіана — 56 875). Медіана доходів становила 36 250 доларів для чоловіків та 32 083 долари для жінок. За межею бідності перебувало 4,4 % осіб, у тому числі 3,1 % дітей у віці до 18 років та 2,9 % осіб у віці 65 років та старших.
Цивільне працевлаштоване населення становило 182 особи. Основні галузі зайнятості: виробництво — 22,0 %, освіта, охорона здоров'я та соціальна допомога — 22,0 %, фінанси, страхування та нерухомість — 13,7 %, роздрібна торгівля — 11,0 %.